# The Return of Heracles
The Return of Heracles, o soltanto Return of Heracles nelle schermate introduttive, è un videogioco di ruolo basato sulla mitologia greca, pubblicato nel 1983-1984 per i computer Apple II, Atari 8-bit e Commodore 64 dall'editrice californiana Quality Software. 
Nel 1986 venne ripubblicato dalla Electronic Arts, con alcune modifiche nell'interfaccia, nella raccolta Age of Adventure, presentata anche come Stuart Smith's Age of Adventure, in abbinamento con Ali Baba and the Forty Thieves del 1981. Entrambi vennero sviluppati principalmente da Stuart Smith, successivamente autore di Adventure Construction Set (1984), e hanno un sistema di gioco simile a quest'ultimo, tanto da potersi considerare suoi precursori.

## Modalità di gioco
Possono prendere parte all'avventura uno o più eroi in cooperazione, scelti tra 19 personaggi provenienti dalla mitologia greca. Gli eroi agiscono a turno e possono essere controllati da un unico giocatore o spartiti tra più giocatori; se si usano i joystick, a ogni eroe si può assegnare un diverso joystick. Anche nel corso della partita, gli eroi che non sono morti si possono far entrare in gioco o abbandonare in ogni momento. Inoltre è possibile trovare sul campo alcuni personaggi da reclutare oltre ai 19 di base.
Ogni eroe inizia in un punto differente del mondo di gioco, senza un esplicito obiettivo. Solo quando si raggiunge l'oracolo di Zeus, questi rivela una alla volta le 12 missioni da compiere, in parte corrispondenti alle Dodici fatiche di Eracle. Per terminare il gioco occorre completarle tutte, ottenendo punteggi bonus a ogni missione se si impiegano pochi turni o si perdono pochi eroi. È presente anche l'Oracolo di Delfi, che fornisce indizi in proporzione al denaro offerto.
Il gioco si svolge su una mappa, divisa idealmente in caselle quadrate, che mostra personaggi e creature sotto forma di icone animate, vari tipi di ostacoli del terreno, portali, negozi e tesori. I personaggi si muovono in orizzontale e verticale tra le caselle. Tramite aperture ai bordi o tramite portali si passa ad altre zone della mappa. Ci sono in tutto 61 zone della Grecia e dintorni; si va da aree geografiche a luoghi come ad esempio Troia o l'Olimpo, fino a singole stanze. Sotto la visuale della mappa c'è il menù dei comandi, in inglese, operato con i controlli direzionali. Tra i principali comandi ci sono attaccare e difendere, possibili solo se si hanno ancora almeno metà dei movimenti disponibili per turno, e riposare per guarire. 
Le informazioni di stato di ciascun personaggio sono visibili in schermate a parte. Le caratteristiche numeriche che li definiscono sono forza, vigore, agilità, velocità. Forza e agilità influenzano il combattimento, il vigore sono i punti ferita, la velocità esprime il numero di caselle attraversabili a ogni turno. Alcuni personaggi hanno proprie abilità speciali. Altri addestramenti e potenziamenti si possono ottenere durante la partita, ad esempio presso negozi o altri luoghi dove si commercia tramite menù.
Come equipaggiamento, ogni personaggio può avere spada, pugnale, armatura e denaro. La spada consente di attaccare nemici nelle caselle adiacenti, mentre il pugnale si utilizza nella lotta quando si entra nella casella del nemico. Entrambe le armi hanno due caratteristiche di base, l'efficacia e la qualità, che determina il rischio di rottura in battaglia. L'armatura riduce i danni subiti, ma può anche ridurre l'agilità. Il denaro in grandi quantità può invece ridurre la velocità. Il risultato degli attacchi è calcolato dal computer in base a molti fattori, illustrati nel manuale.
Ci sono oltre 230 tipi di nemici, spesso creature mitologiche, alcuni dei quali appaiono in punti casuali. Hanno caratteristiche numeriche analoghe a quelle dei personaggi, descritte nel manuale del gioco. C'è qualche rompicapo da risolvere, ma perlopiù si procede combattendo nemici.
C'è l'opzione per salvare la partita su disco.